# Christopher Reeve
Christopher D'Olier Reeve (New York, Sjedinjene Američke Države, 25. rujna 1952. – Mount Kisco, New York, New York City, 10. listopada 2004.) bio je američki glumac, redatelj, i scenarist. 
Najpoznatiji je po ulozi superjunaka Supermana u istoimenim nizu filmova. Godine 1995., nakon pada s konja, postao je kvadriplegičar i ostao prikovan za invalidska kolica do kraja života. 

## Vanjske poveznice
- Christopher & Dana Reeve Foundation  Arhivirana inačica izvorne stranice od 28. veljače 2010. (Wayback Machine)